# Hémisphères de Magdebourg

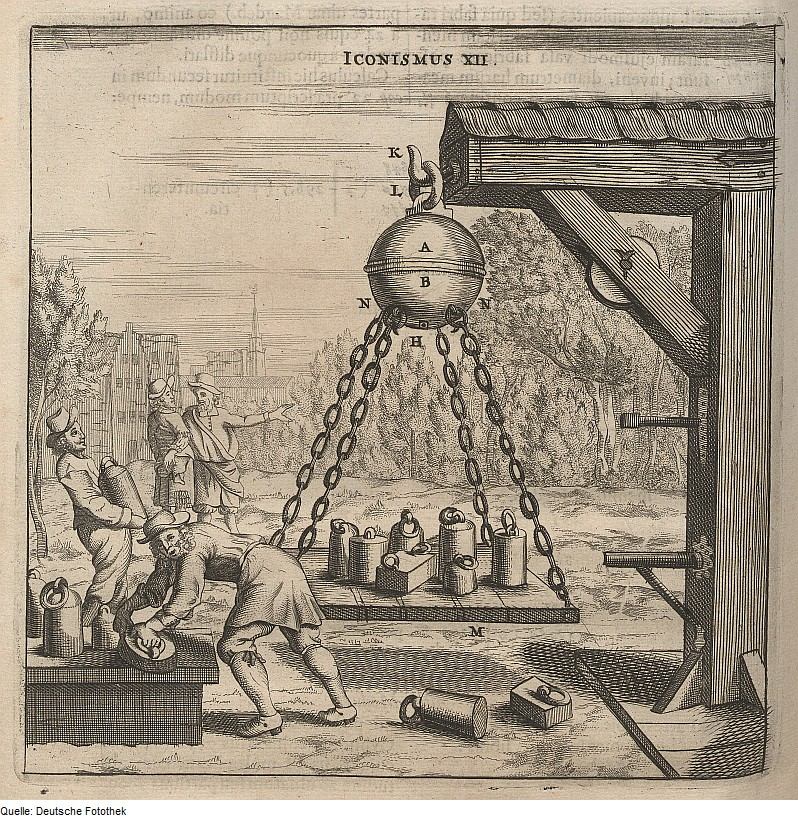
Hémisphères de Magdebourg lestés de poids

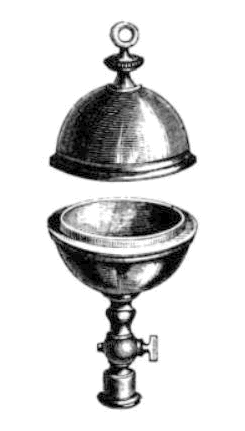
Hémisphères, dessin datant des années 1870

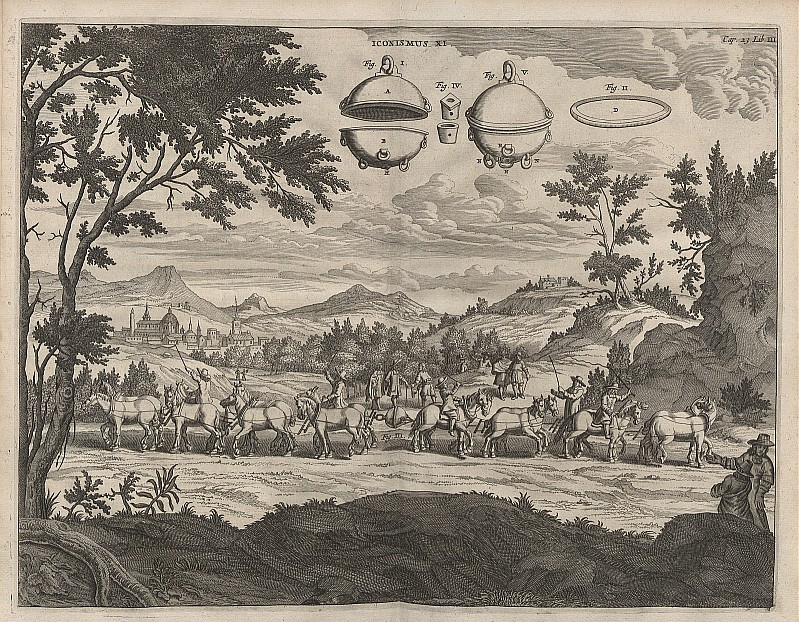
L'expérience (Illustration de Gaspar Schott, extrait de Mechanica Hydraulico-Pneumatica, Würzburg, 1657)

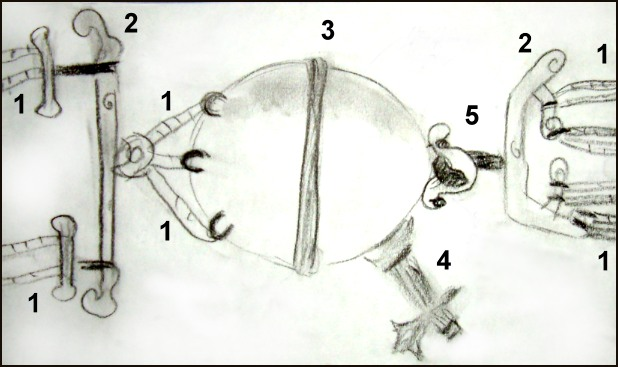
Le principe

Les hémisphères de Magdebourg sont un dispositif expérimental d'Otto von Guericke, bourgmestre de Magdebourg, ayant servi, en 1654, à démontrer l'existence du vide et la notion de pression de l'air.

## Les hémisphères
Deux hémisphères creux d'un peu plus de cinquante centimètres de diamètre furent assemblés pour former une sphère ; un des hémisphères était muni d'un tube fermé par une valve. Le tube était relié à une pompe à vide inventée par Otto von Guericke. L'air contenu dans la sphère put être pompé créant ainsi un certain vide. Le premier vide artificiel avait été produit quelques années auparavant par Evangelista Torricelli. La différence de pression entre l'extérieur et l'intérieur des hémisphères les maintenait fermement ensemble en les comprimant. 
Cette expérience a permis de démontrer l'action de la pression atmosphérique. En effet, la sphère formée par les hémisphères de Magdebourg étant vide, il n'y a aucune pression à l'intérieur alors que la pression atmosphérique appliquée sur la surface de cette sphère maintient les deux hémisphères bien appliqués l'un contre l'autre, d'où la difficulté pour les séparer. En effet, la force nécessaire {\displaystyle F} pour séparer les deux hémisphères est la résultante des forces de pression sur un disque de même rayon {\displaystyle r} que les sphères :
{\displaystyle F=\pi r^{2}\Delta P},
où {\displaystyle \Delta P} est la différence de pression entre l'intérieur et l'extérieur de la sphère.
Pour un rayon de 25 cm et une différence de pression légèrement inférieure à une atmosphère (le vide n'est pas parfait dans la sphère), on trouve une force d'environ 20 000 N, soit le poids d'une masse de deux tonnes.

## Les expériences
En 1654, Otto von Guericke se trouve à Ratisbonne en Bavière. Devant le prince de Auerberg, il prépare un ballon vide d'air relié à une corde que tiennent vingt personnes. Il ouvre rapidement un robinet et un piston (se trouvant dans le ballon) s'enfonce brusquement, soulevant facilement de terre les vingt personnes.
Le 8 mai 1654,, dans un essai devant la Diète et l'empereur Ferdinand III de Habsbourg à Ratisbonne, deux attelages de quinze chevaux n'ont pu séparer les hémisphères tant que le vide a été maintenu.
En 1656, l'expérience a été répétée encore une fois avec seize chevaux (deux attelages de huit) dans sa ville de Magdebourg. Il a aussi fixé la sphère vide d'air à un support, puis accroché des poids, mais les hémisphères n'ont pas bougé.
En 1657, Gaspar Schott est le premier à décrire l'expérience dans son livre Mechanica Hydraulico-Pneumatica.
En 1663 (ou d'après certaines sources en 1661), la démonstration est réalisée à Berlin avec vingt-quatre chevaux devant Frédéric-Guillaume Ier de Brandebourg. 
L'expérience devient très populaire pour illustrer la notion de pression atmosphérique, et beaucoup de petites copies des hémisphères ont été fabriquées et utilisées dans les classes de science.
Il est à noter que le nombre de chevaux impliqués est abusivement exagéré (doublé), pour augmenter l’effet spectaculaire : en effet, deux attelages de quinze ou huit chevaux sont rigoureusement équivalents, du point de vue des forces en jeu, à respectivement un unique attelage de quinze ou huit chevaux d’un côté, et un anneau scellé dans un mur de l’autre, l'anneau exerçant une force normale équivalente (en valeur absolue) à la force exercée par celle de l'attelage.